# Agedem
Agedem är en forskargrupp inom Agecap som finansieras inom ramen för Göteborgs universitets satsning på forskning om globala utmaningar (UGOT Challenges).
Namnet Agedem är en förkortning av Ageing, Democracy, Equality and Media. 
I forskargruppen ingår samhällsvetare och jurister som forskar om äldre, jämlikhet, demokrati och medier, exempelvis:
- Mediebilder av äldre.
- Äldrekompetens bland journalister.
- Digitala klyftor i världen och i Sverige.[4]
- Självbestämmande och diskriminering.
- Inflytande och mobilisering av äldre.